# Toán tài chính
Toán tài chính (tiếng Anh: mathematical finance) là một ngành toán học ứng dụng nghiên cứu thị trường tài chính. Nói chung, tài chính toán học sẽ thừa kế và mở rộng các mô hình toán học hay con số mà không cần phải thiết lập một liên kết đến lý thuyết tài chính, bằng cách lấy giá cả thị trường quan sát như đầu vào. Tính thống nhất toán học là cần thiết, chứ không phải là tính phù hợp với lý thuyết kinh tế.
Môn học này có nhiều liên hệ đến tài chính kinh tế, nhưng nó hẹp hơn và trừu tượng hơn. Ví dụ, một nhà kinh tế học tài chính có thể nghiên cứu lý do tại sao một công ty có giá cổ phiếu như thế, còn một nhà toán học tài chính thì sử dụng giá cổ phiếu cho sẵn, rồi dùng giải tích thống kê để tìm giá trị cho chứng khoán phái sinh của cổ phiếu.
Vì vậy, ví dụ, trong khi một nhà kinh tế học tài chính có thể nghiên cứu các lý do cấu trúc tại sao một công ty có thể có một số giá cổ phần nhất định, một nhà toán học tài chính có thể lấy giá cổ phần như một yếu tố đã cho, và cố gắng để sử dụng tính toán ngẫu nhiên để có được giá trị tương ứng của các phái sinh của cổ phiếu (xem: Định giá quyền chọn, Mô hình hóa tài chính). Định lý cơ bản của định giá không hưởng chênh lệch là một trong những định lý quan trọng trong tài chính toán học, trong khi phương trình và công thức Black-Scholes nằm trong số những kết quả quan trọng.
Tài chính toán học cũng trùng với rất nhiều lĩnh vực như tài chính điện toán (cũng như kỹ nghệ tài chính). Môn học sau tập trung vào ứng dụng, trong khi môn học trước tập trung vào lập mô hình và phái sinh (xem: phân tích định lượng), thường bởi sự giúp đỡ của các mô hình tài sản ngẫu nhiên. Nói chung, có tồn tại hai nhánh riêng biệt của tài chính đòi hỏi các kỹ thuật định lượng tiên tiến: định giá các phái sinh trên một mặt, và quản lý rủi ro -danh mục đầu tư trên mặt khác.
Nhiều viện đại học cung cấp các chương trình cấp độ và nghiên cứu trong tài chính toán học, xem Thạc sĩ Tài chính toán học.

## Lịch sử: Q so với P
Có tồn tại hai nhánh riêng biệt của tài chính đòi hỏi kỹ thuật định lượng tiên tiến: định giá các phái sinh và quản lý rủi ro và danh mục đầu tư. Một trong những khác biệt chính là họ sử dụng các xác suất khác nhau, cụ thể là xác suất rủi ro trung tính (hay xác suất định giá hưởng chênh lệch), ký hiệu là "Q", và xác suất thực tế (hoặc actuarial), ký hiệu "P".

### Định giá phái sinh: thế giới Q
Mục tiêu của định giá phái sinh là để xác định mức giá hợp lý của chứng khoán được đưa ra trong các điều kiện của các chứng khoán thanh khoản hơn mà giá của chúng được xác định bởi quy luật của cung và cầu. Ý nghĩa của "hợp lý" phụ thuộc, tất nhiên, vào việc liệu người đó là mua hoặc bán chứng khoán. Ví dụ về các chứng khoán được định giá là quyền chọn bình thường và quyền chọn đặc biệt, trái phiếu chuyển đổi, vv
Một khi một giá hợp lý đã được xác định, các thương nhân bên bán có thể làm ra một thị trường trên chứng khoán này. Do đó, định giá phái sinh là một bài tập "ngoại suy" phức tạp để xác định giá trị thị trường hiện tại của một chứng khoán, sau đó được sử dụng bởi các cộng đồng bên bán.
Định giá phái sinh định lượng được khởi xướng bởi Louis Bachelier trong Lý thuyết đầu cơ (xuất bản năm 1900), với việc giới thiệu các quá trình cơ bản nhất và có ảnh hưởng nhất, chuyển động Bờ-rao, và các ứng dụng của nó đối với việc định giá quyền chọn. Bachelier đã mô hình hóa chuỗi thời gian của các thay đổi trong lô-ga-rít của giá cổ phiếu như một bước đi ngẫu nhiên trong đó những thay đổi ngắn hạn đã có một variance hữu hạn. Điều này gây ra những thay đổi dài hạn để theo một phân phối Gau-xơ. Công trình của Bachelier, tuy nhiên, phần lớn là không được biết bên ngoài học viện.
Lý thuyết vẫn không hoạt động cho đến khi Fischer Black và Myron Scholes, cùng với các đóng góp cơ bản của Robert C. Merton, được áp dụng quy trình có ảnh hưởng thứ hai, chuyển động Bờ-rao hình học, đối với định giá quyền chọn. Cho điều này M. Scholes và R. Merton đã được trao năm 1997 giải Nô-ben tưởng niệm trong khoa học kinh tế. Black là không đủ điều kiện cho giải thưởng vì cái chết của ông vào năm 1995.
Bước quan trọng tiếp theo là định lý cơ bản của định giá tài sản bởi Harrison và Pliska (1981), theo đó mức giá hiện tại bình thường phù hợp P0 của một chứng khoán là không hưởng chênh lệch, và do đó thực sự hợp lý, chỉ khi tồn tại một quá trình ngẫu nhiên Pt với giá trị kỳ vọng không đổi trong đó mô tả sự phát triển tương lai của nó:

| {\displaystyle P_{0}=\mathbf {E} _{0}\{P_{t}\}} | \| \| \| \| \| \| \| \| | (1) |
|                                                 |                         |     |
|                                                 |                         |     |
Một quá trình đáp ứng (1) được gọi là một "martingale". Một martingale không thưởng rủi ro. Do đó xác suất của quá trình định giá chứng khoán thường hóa được gọi là "rủi ro trung tính" và thường được ký hiệu bởi chữ cái blackboard font " {\displaystyle \mathbb {Q} }".
Mối quan hệ (1) phải nắm giữ cho tất cả các thời gian t: do đó quá trình này được sử dụng để định giá phái sinh được thiết lập tự nhiên trong thời gian liên tục.
Các nhà phân tích định lượng người hoạt động trong thế giới Q của định giá phái sinh là những chuyên gia có kiến thức sâu sắc về các sản phẩm đặc thù mà họ mô hình.
Các chứng khoán có giá cụ thể, và do đó những vấn đề trong thế giới Q là thấp chiều trong tự nhiên.
Hiệu chuẩn là một trong những thách thức chính của thế giới Q: một khi một quá trình tham số thời gian liên tục đã được hiệu chỉnh thành một tập hợp các chứng khoán được giao dịch thông qua một mối quan hệ như (1), một mối quan hệ tương tự được sử dụng để xác định giá của các phái sinh mới.
Các công cụ định lượng chính cần thiết để xử lý quá trình Q thời gian liên tục là tính toán ngẫu nhiên Ito và các phương trình vi phân (PDE).